# 近身距離作戰

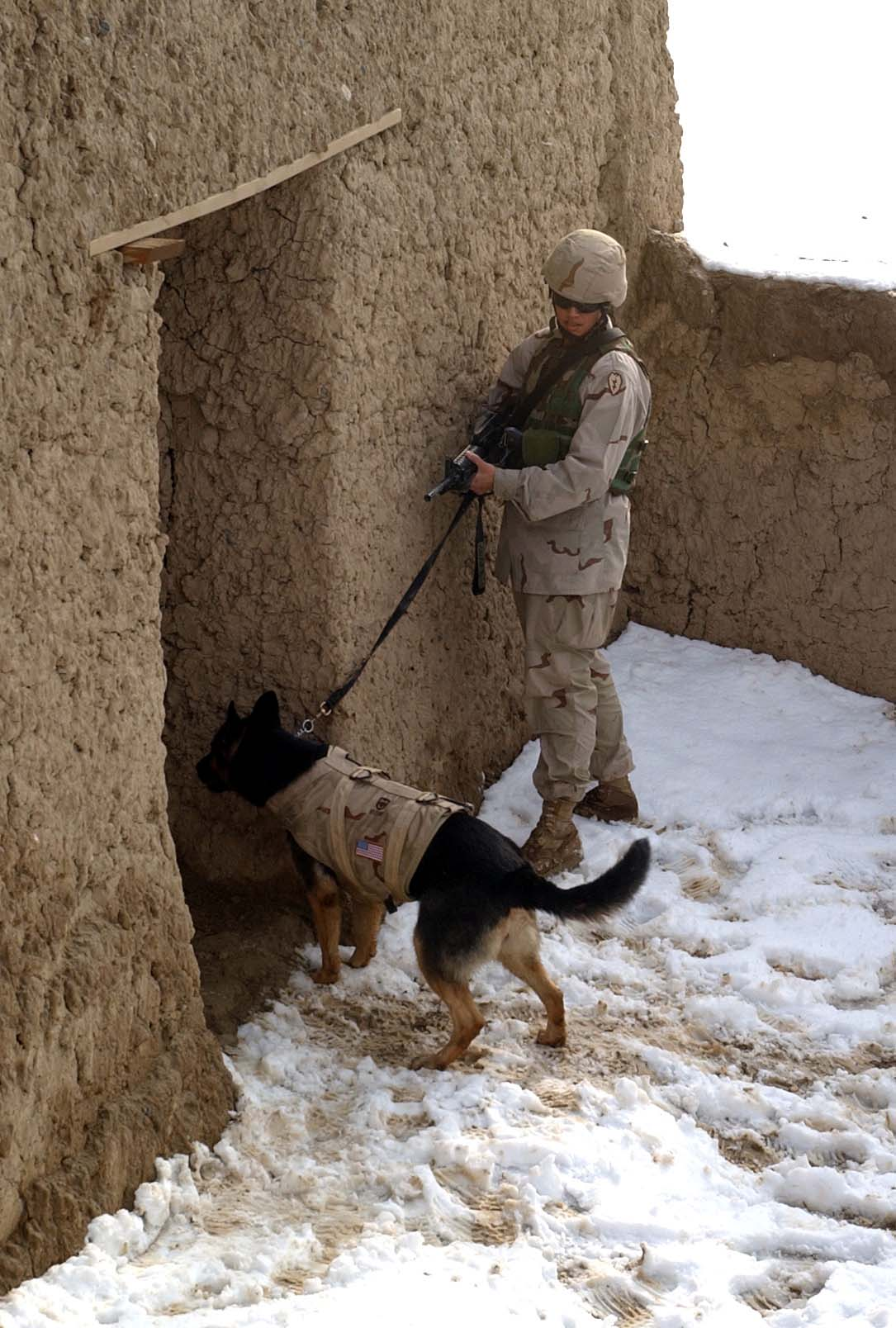
美軍第25憲兵連陸軍中士與其搭擋軍犬正在清除門口障礙，兩者皆有穿著防彈衣，攝於2005年2月25日的阿富汗迦畢試市區。

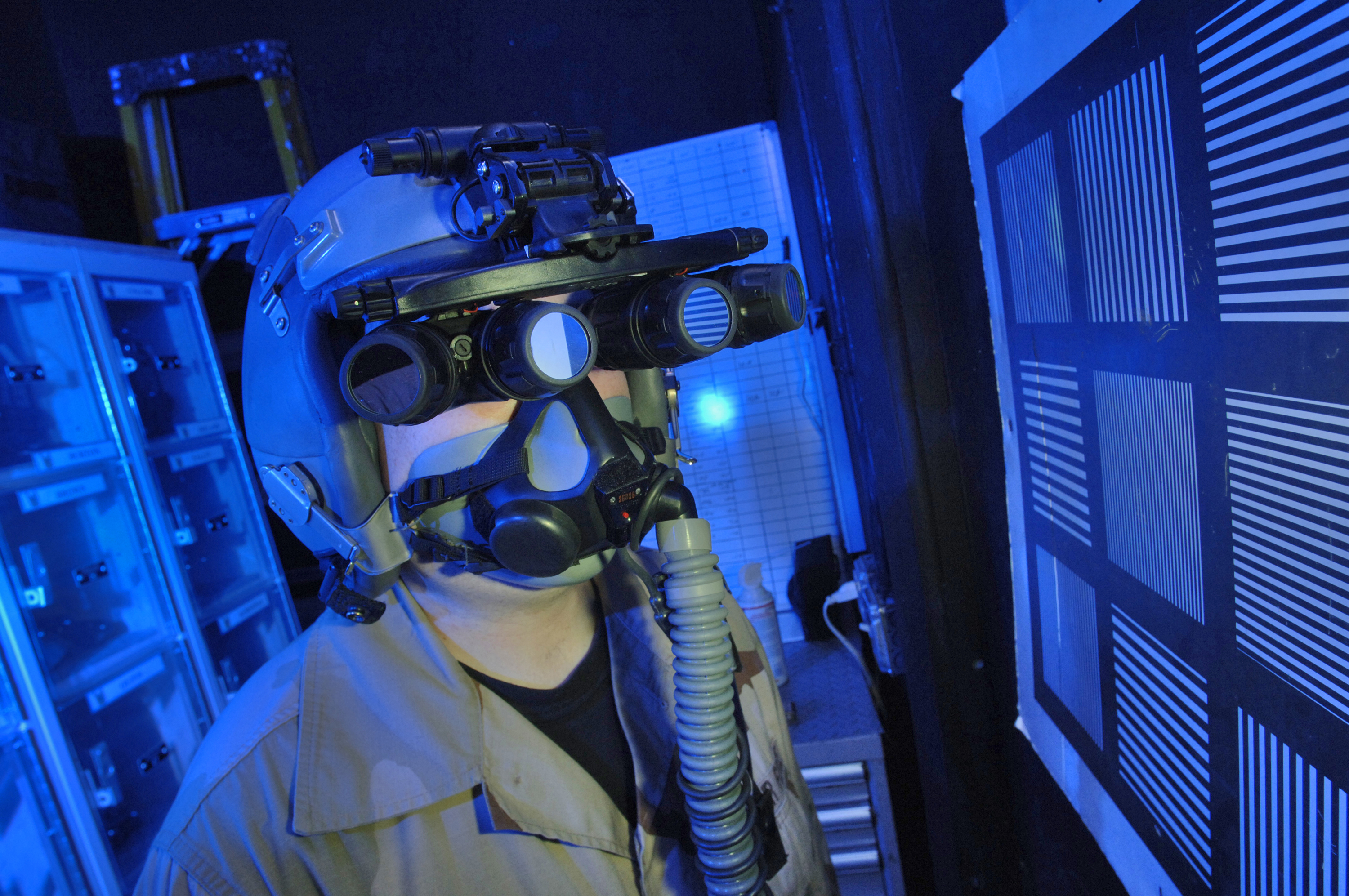
全景夜視鏡的測試。

限制空間戰鬥（英文：Close-Quarters Battle，縮寫：CQB）或稱近身格鬥（Close-Quarters Combat，縮寫：CQC），兩種意思稍有差別，前者是指室內近距離戰鬥，這指的是一種遭遇戰的形式，包含攻堅、爆破、狙擊、偵查、偽裝以及近距離格鬥，後者則是室內近距離格鬥術，包含運用槍械、短刀與棍棒的技術，奪鎗奪刀、以及各種空手格鬥、擒拿的技巧）是指於建築物內、街道或者是其他能見度低的地方，當槍械效用大幅降低時，所設計予戰鬥人員（包括軍人或警察等）在限制空間戰鬥的技術準則及方法。至於標準，各國家或者地區的設計都會有所差異。
限制空間戰鬥為特種警察部隊及特種部隊的必須學習的內容之一，在城鎮戰中是最重要的技能之一，特別是在當小部隊的士兵於城鎮環境或者是建築物內時，這種技巧往往能夠達到其原先預設的目標──即是減至最低傷亡數目。

## 原則
作為一種戰鬥準則及軍事學說，限制空間戰鬥所包含的內容通常包括：
- 為了戰鬥需求，選擇最合適的武器和彈藥。
- 額外所需要的戰場附屬裝備，包括防彈衣和夜視鏡等裝備。
- 炸藥使用。
- 以敵人的標準作戰演習訓練，包括近身肉搏或掃蕩等。
- 小隊互相幫助演練習。
- 相關策略與戰術等使用。
- 使用奪刀術、奪槍術以乃至於擒拿後壓制等徒手戰鬥。

### 限制空間戰鬥
限制空間戰鬥（Close-Quarters Battle）為遭遇戰形式，包含攻堅、爆破、狙擊、偵查、偽裝以及近距離格鬥等。

### 近身格鬥
近身格鬥（Close-Quarters Combat）包含運用槍械、短刀與棍棒的技術、奪鎗奪刀、徒手格鬥、防身術及擒拿術等技巧。

## 警用方式
警察擁有獨立於軍隊的近身格鬥技巧，原因在於軍人使用此原則時，多是處於危機四伏的敵方軍事占領處；警察使用限制空間戰鬥時，多數面對單一的危險人物或者賊黨，而且其所在的環境內多數有無辜民眾需要顧及。

## 生存遊戲
近身距離作戰是生存遊戲的熱門主題之一，因其所需空間較小，方便在室內設立場館而受到歡迎。

## 相關參見
- 肉搏
- 莫桑比克技巧
- 特種部隊
- 特種警察
- 突擊隊
- 风暴突击队
- 攻城戰
- 游擊戰
- 城鎮戰
- 殺人屋